# Исая Джиков
Исая (Исаил) Джиков или Жиков е български зограф и резбар от XIX век, представител на Дебърската художествена школа.

## Биография
Исая Джиков е роден около 1820 година в дебърското село Осой, Западна Македония. Баща му Джико е зограф. Исая Джиков изписва иконите в църквата „Свети Димитър“ във валандовското село Градец в 1869 година. Иконостасът на църквата, също дело на Исая Джиков, е пренесен в църквата „Свети Атанасий Велики“ в Удово. На иконостаса в църквата „Света Богородица“ в демиркапийското село Барово има царски двери, резбовани от резбаря и зограф Исая Джиков в 1870 година.
В 1889 година работи в църквата „Свети Никола“ в Търкане, където рисува стенописите и иконите. От вътрешната страна над северната врата е запазен надпис: „Вославу стїыѧ единосущныѧ животворѧщиѧ и нераздѣлныѧ троице ѡца и сна итаго дха: иже во богохранимотъ село Таркане исписахсѧ сеи бжестненыі црковъ сти Николае исо вси ѡпщаѧ христианскаѧ помощъ: изруки зуграфъ Исаиѧ ѿ каза деборска ѿ село Осой Џиковъ: 1889: ле.“ Според Асен Василиев стенописите са „безжизнени и пропити с упадъчен вкус“. Иконите в храма според него са по-добри, като например тези на Свети Атанасий, Архангел Михаил, Свети Никола, Света Богородица, датирана „Во лѣто 1883 октомврій 27 д.“, Исус Христос (59 на 95 cm) с надпис: „Си. икони изъ руки Исаиѧ Джиков ѿ село Ѡсоиі: 1883“, Йоан Кръстител, Архангел Гавриил, датирана 1883 г., Свети Илия с надпис: „Сиѧ икона приложи Илчѡ Филиповъ за чадомъ его Кузманъ Миѧилъ Ефтимъ Ћерасимъ Псалтиръ Доца Иѡрдана 1883“. На северната стена на храма е иконата на Свети Георги, надписана „Сиѧ икона приложи Иованъ Миновъ со чадомъ Мино Щерю Ташо Ангеле Гиѡрги 1884“. На южната стена е иконота на Свети Димитър, датирпана 1883 г.
Исая Джиков е автор на стенописите и иконите в църквата „Свети Георги“ в Осой. Работи в Гостиварско и Кочанско. Автор е на иконите в църквата „Свети Архангел Михаил“ в Спанчево. При него учат Евстатий Попдимитров и братовчед му Анастас Спасов.
Умира в 1890 година.